# المزرق (حرض)

تعديل مصدري - تعديل

المزرق هي إحدى قرى عزلة الفج بمديرية حرض التابعة لمحافظة حجة، بلغ تعداد سكانها 313 نسمة حسب تعداد اليمن لعام 2004.